# نیکو فیدنکو
نیکو فیدنکو (ایتالیایی: Nico Fidenco؛ زادهٔ ۲۴ ژانویهٔ ۱۹۳۳ - ۱۸ نوامبر ۲۰۲۲) موسیقی‌دان و خواننده اهل ایتالیا بود. وی نخستین خوانندهٔ ایتالیایی بود که تک‌آهنگش بیش از ۱ میلیون نسخه فروخت. او برای تعداد فراوانی فیلم ایتالیایی، موسیقی متن ساخته است.

## گزیدهٔ فیلم‌شناسی
- عجب بساطیه… با پیرنو! (۱۹۸۲)
- پورنو هولوکاست (۱۹۸۱)
- سکس سیاه (۱۹۸۰)
- نگاره‌هایی در یک صومعه (۱۹۷۹)
- شهوت‌انگیز بی‌پرده (۱۹۷۸)
- دختردایی‌های من (۱۹۷۸)
- امانوئل و تجارت برده سفید (۱۹۷۸)
- امانوئل و آخرین آدم‌خواران (۱۹۷۷)
- امانوئل – خشونت علیه زنان چرا؟ (۱۹۷۷)
- امانوئل در آمریکا (۱۹۷۶)
- امانوئل در بانکوک (۱۹۷۶)
- امانوئل زرد (۱۹۷۶)
- دادرس ناحیه (۱۹۷۶)
- امانوئل سیاه (۱۹۷۵)
- خاله‌های دل‌انگیز (۱۹۷۵)
- مونیکا (۱۹۷۴)
- چند سوپرمن در مشرق‌زمین (۱۹۷۳)
- سبزه، خوش‌هیکل، به‌دنبال مردی پولدار (۱۹۷۳)
- بازی‌های ممنوعه پیترو آرتینو (۱۹۷۲)
- تا آخرین قطره خون (۱۹۶۸)
- این دنیای دیوانهٔ دیوانهٔ ترانه (۱۹۶۵)